# Coelioxys inconspicua
Coelioxys inconspicua är en biart som beskrevs av Holmberg 1884. Coelioxys inconspicua ingår i släktet kägelbin, och familjen buksamlarbin. Inga underarter finns listade i Catalogue of Life.